# Сакаи, Ёсио
Ёсио Сакаи (яп. 酒井義雄; 2 мая 1910, Токио — неизвестно) — японский хоккеист на траве, полузащитник. Серебряный призёр летних Олимпийских игр 1932 года, участник летних Олимпийских игр 1936 года.

## Биография
Ёсио Сакаи родился 2 мая 1910 года в японском городе Токио.
Учился в университете Мэйдзи в Токио, играл в хоккей на траве за его команду.
В 1932 году вошёл в состав сборной Японии по хоккею на траве на летних Олимпийских играх в Лос-Анджелесе и завоевал серебряную медаль. Играл на позиции полузащитника, провёл 2 матча, мячей не забивал. Был капитаном команды.
В 1936 году вошёл в состав сборной Японии по хоккею на траве на летних Олимпийских играх в Берлине, поделившей 5-6-е места. Играл на позиции полузащитника, провёл 3 матча, мячей не забивал.
О дальнейшей жизни данных нет.